# Hippodamia moesta
Hippodamia moesta är en skalbaggsart som beskrevs av Leconte 1854. Hippodamia moesta ingår i släktet Hippodamia och familjen nyckelpigor.

## Underarter
Arten delas in i följande underarter:
- H. m. moesta
- H. m. bowditchi
- H. m. politissima